# Història del Níger
Aquest article tracta sobre la història del Níger. El territori del Níger ha estat habitat des de fa més de 60.000 anys, segons ho demostra l'evidència arqueològica trobada. Aquest descobriment entronca amb l'evidència botànica, climàtica i geològica, que indica que en aquests temps el procés de desertificació de tota la regió nord de l'estat encara no havia començat o era tot just incipient.

## Prehistòria

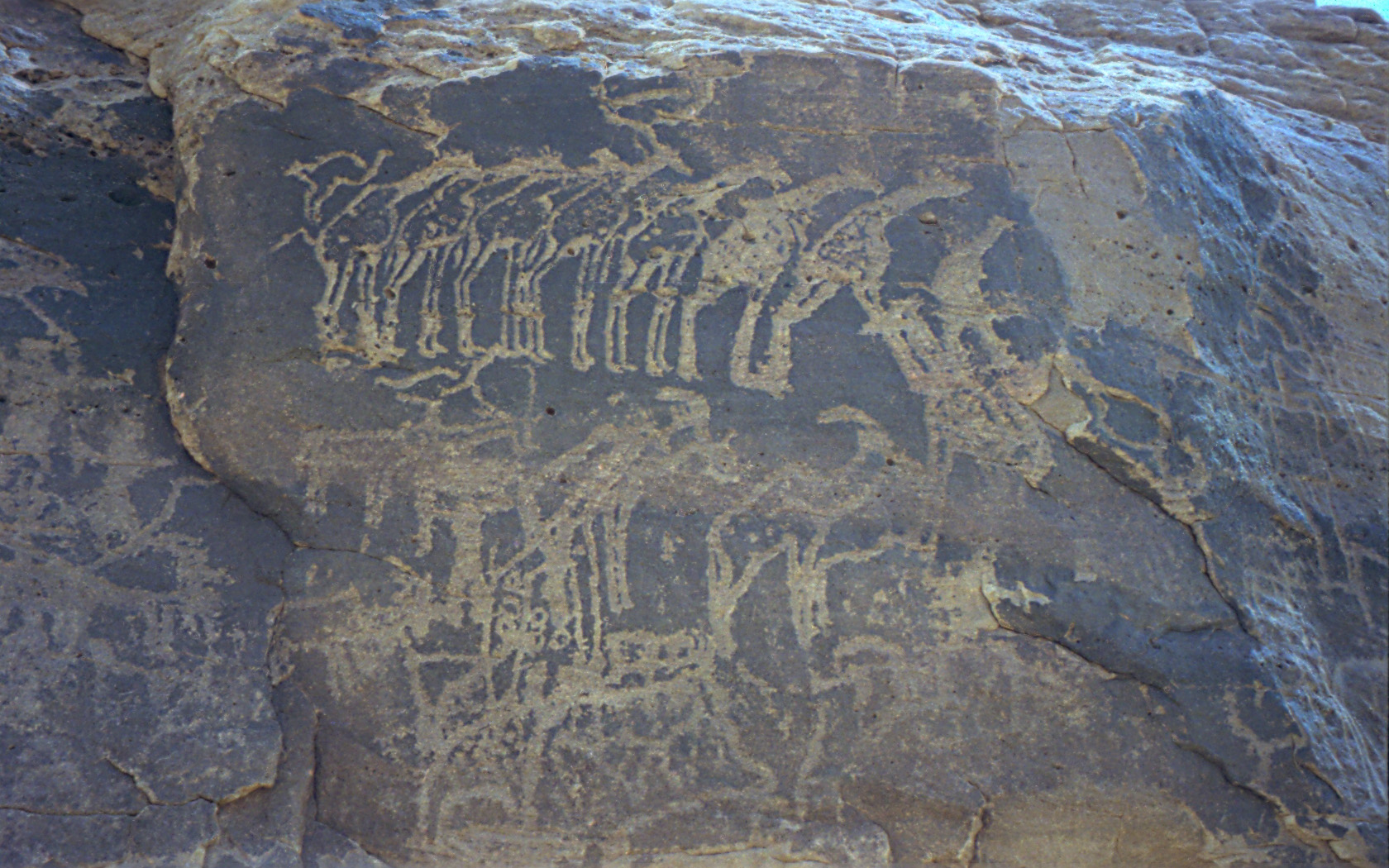
Vestigis d'art rupestre a prop de Tiguidit.

El territori nigerí ha estat habitat des de fa més de 60.000 anys, segons ho demostra l'evidència arqueològica trobada. Aquest descobriment entronca amb l'evidència botànica, climàtica i geològica, que indica que en aquests temps el procés de desertificació de tota la regió nord de l'estat encara no havia començat o era tot just incipient. Grups que vivien del pasturatge van deixar pintures rupestres d'una abundant vida silvestre, animals domèstics i carretes, així com una complexa cultura que es remunta almenys al X mil·lenni a. C., que es va destacar per les seves obres en ceràmica així com per la seva tècnica en el desenvolupament d'arcs i fletxes. D'aquest període queden així mateix petjades d'una activa hidrografia, quan durant el Neolític el clima es va fer clement, i el riu Níger i el llac Txad van registrar els seus màxims nivells. Encara que fa sis mil anys les regions septentrionals situades en el Sàhara seguien sent fèrtils, el desert ja havia avançat notablement a l'actual Níger cap al segle XXV aC.

## Influència islàmica

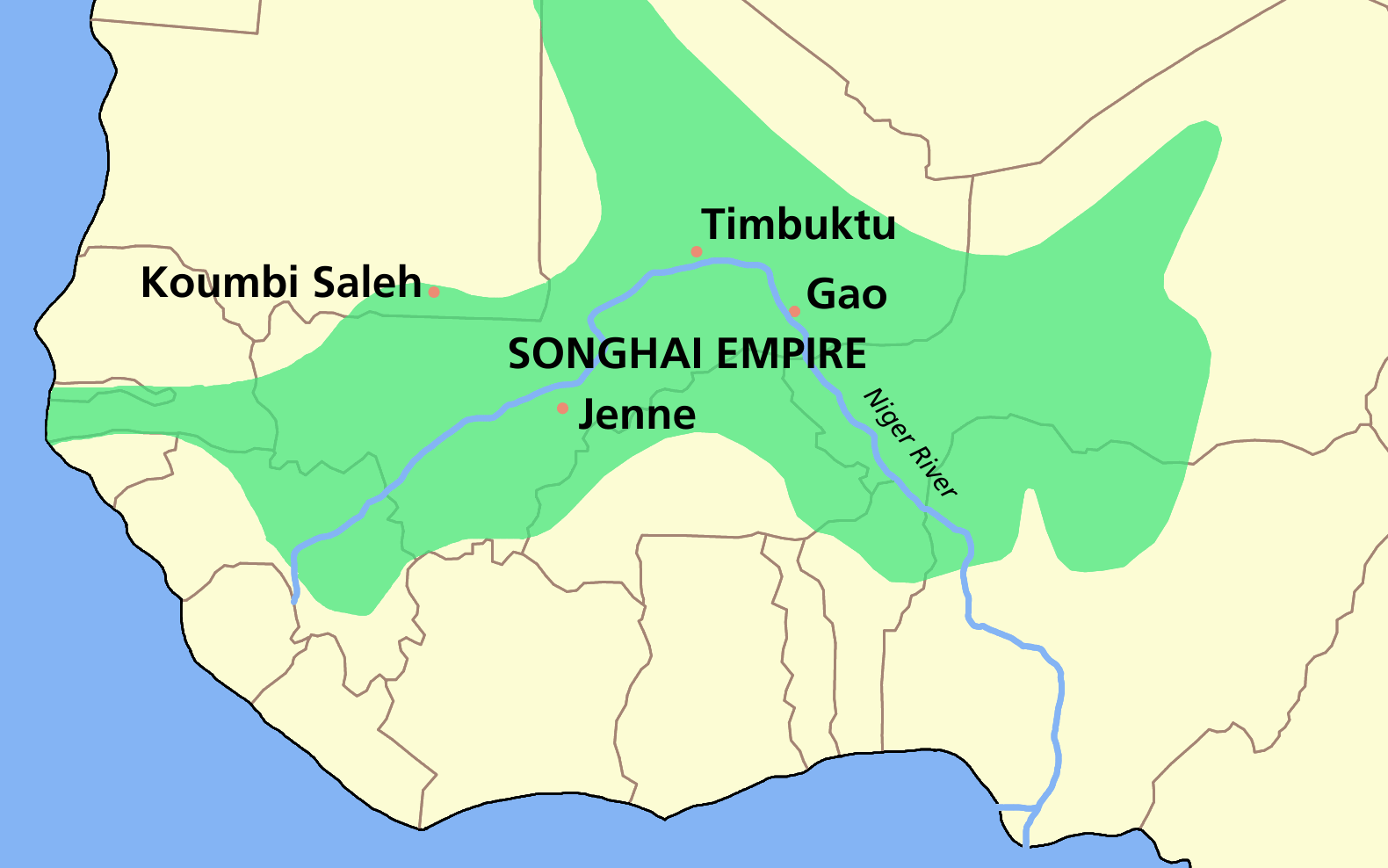
Extensió de l'Imperi Songhai (segles VII-XVI).

Els primers contactes amb els musulmans es van produir al Kawar (a la frontera amb Fezzan) en temps d'Uqba ibn Nafi i després van continuar amb contactes comercials entre els ibadites del Magreb i la regió de l'Aïr. Els Massufa (del grup berber sanhadja) de Mauritània i Mali, va crear establiments a Takadda (Teggidan, Tesemt/Azelik) i al massís de l'Aïr. El 1353 va visitar la regió Ibn Battuta que esmenta el nom de dos cadis locals.
Des de principis del segle xii, els tuaregs van construir grans federacions, que van expandir la seva influència cap al sud, a les Muntanyes d'Air, desplaçant als seus antics habitants cap a territoris encara més meridionals. En el seu moment de major poder, aquesta entitat va controlar l'actual Níger i exercia un gran pes a la zona septentrional de Nigèria.
L'Imperi Songhai es va expandir a l'actual Níger des de principis del segle xiv, controlant fins a Agadez abans del seu col·lapse el 1591, entitat de la qual els pobles zarma i songhai guarden traces. Després de la caiguda algunes parts de l'Imperi i refugiats de l'actual Mali van conformar una sèrie d'estats Songhai, dels quals el regne dendi va ser el més poderós.
Entre els segles X i xix, va aparèixer el poderós Imperi Hausa que creixia en controlar les rutes de les caravanes que creuaven el Sàhara i dominava la regió més fèrtil del sud del territori. L'apogeu d'aquesta cultura es va produir al voltant del 1400 per començar a decaure amb la conquesta europea del Níger en el segle xviii. La fundació del sultanat d'Agades o de l'Aïr que va suplantar a Tajadda va tenir gran importància i fou reconegut pel califat al segle xv; va estar sotmès als askies i a Bornu, sent el gendarme del comerç transaharià. La creació de la zawiya dels Kadiriyya a l'Aïr (a Agades i altres llocs) fou seguida de la dels Shahdiliyya que tenien importància a mitjan segle xvii. Els tuaregs van tenir una confraria pròpia al segle xvi fundada per Sidi Mahmud al-Baghdadí (mort com a màrtir a l'inici del segle). Altres confraries foren els Suhrawardiyya i els Khalwatiyya, probablement derivacions dels Mahmudiyya. Des de l'Aïr el sufisme es va estendre a L'Azawagh (territori veí) i després cap al territori d'Imanan al país de Zerma, i cap a una zawiya creada sota influència de Bornu a Kalumbardo, prop del llac Txad.

## L'arribada dels europeus
En el segle xix el contacte amb Occident va començar mitjançant les exploracions, en particular les del naturalista Mungo Park i l'explorador alemany Heinrich Barth al servei de l'Imperi Britànic. De fet, els poders colonials estaven interessats a connectar els seus enclavaments orientals i occidentals en el continent africà, per la qual cosa l'existència d'una font d'aigua com el llac Txad va intensificar encara més l'interès per la regió.
Els britànics i els francesos es van dividir la regió sobre el paper, fixant el límit més al nord de la frontera final, que va ser estesa per l'oficial Parfait-Louis Monteil en els anys 1890. Encara que els esforços francesos per controlar la regió van començar abans del 1900, diversos grups no van ser sotmesos sinó fins al 1922, quan es va consolidar la colònia.
A la meitat del segle xviii es va iniciar un moviment reformista a Agades dirigit per Djibril ibn Umar, natiu de la ciutat mort el 1784. Entre els seus deixebles hi va haver Osman Dan Fodio (Uthman ibn Fudi) que va acabar criticant al seu mestre; ja els tuaregs de Iborkarayan o Aït Awari s'havien pronunciat per idees similars i havien atacat poblacions de l'Azawagh i de l'Aïr. Osman Dan Fodio va crear un imperi que va abraçar al Níger a Agades, Gobir, Aït Awari (on governava Muhammad al-Djaylani), tuaregs Kel Geres, tuaregs Iwellemmeden (Kel es-Suk) i altres. El 1870 van penetrar els senusites (Sanusiyya) pel nord. Kaussen es va revoltar contra els francesos a Agades i l'Aïr amb suport de turcs i alemanys que tenien base al Fezzan.
Ag Mohammed Wau Teguidda Kaocen o Kaussen (1880-1919) era l'amenokal (cap) d'Ikazkazan adherent de la secta dels sanusiyyes, la qual el mes d'octubre del 1914 havia declarat el gihad contra els francesos a l'oasi de Kufra al Fezzan. Kaocen va començar a preparar la rebel·lió a l'Aïr. Taghama el sultà d'Agadès, d'acord amb els rebels, va convèncer els francesos que els tuaregs de l'Aïr romanien lleials i així foren sorpresos a Agadès per les forces de Kaocen (en francès Kaoussen) i del seu germà Mokhtar Kodogo (total uns mil homes) el 17 de desembre de 1916 deixant a la guarnició assetjada al fortí; amb fusells capturats als italians a Líbia van derrotar a les columnes franceses enviades a Agadès i es van apoderar de totes les viles de l'Aïr incloent Ingall, Assodé, i Aouderas. L'antic amenokal Firhoum es va escapar dels mateixos francesos durant el 1916 i ara es trobava al nord de Mali. El 3 de març de 1917 una força francesa important va arribar des de Zinder i va rescatar a la guarnició per després recuperar les ciutats ocupades. Les represàlies franceses fores cruels i desproporcionades, especialment contra els marabuts locals tot i que molts ni eren tuaregs ni havien donat suport a la rebel·lió; hi va haver nombroses execucions sumàries a Agadès i Ingall (unes 130). El sultà Taghama fou deposat i substituït per Ibrahim ad-Dusuqi ibn Ahmad ar-Raffa. Les poblacions de l'Aïr van emigrar i els centres islàmics foren abandonats durant uns anys. La colonització francesa es va concretar totalment en el segle xx, quan l'actual territori del Níger va passar a formar part de l'Àfrica Occidental Francesa, situació que va persistir fins al 1958.

## Colonització francesa

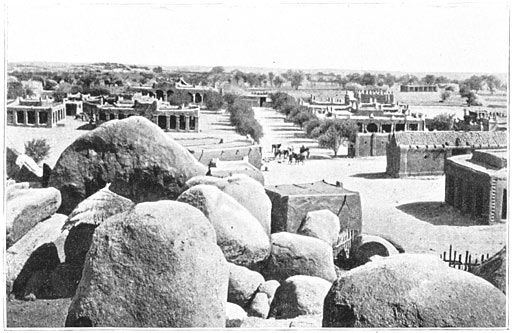
Vista de Zinder el 1906.

La colonització francesa es va realitzar a la fi del segle xix. Les forces colonials van trobar més oposició de la qual esperaven, llançant l'expedició punitiva Voulet-Chanoîne, arrasant el sud del país entre 1898 i 1899, deixant al seu pas tot un seguit d'atrocitats. El límit definitiu entre les colònies franceses i britàniques es va fixar el 1904, el qual seguia el curs del riu Níger, des de Timbuctú fins al llac Txad.
Durant el seu domini colonial, els francesos van afavorir a l'ètnia zarma així com als practicants de la religió musulmana, doncs presentava més concordances amb el seu sistema que les estructures indígenes animistes. Algunes pràctiques religioses que van ser percebudes com a amenaçadores per l'administració local van ser en efecte suprimides.
Encara que les revoltes dels tuaregs van continuar, després del setge d'Agadez el 1916 i el 1917 els francesos van controlar la zona. A partir de llavors l'actual territori del Níger va passar a formar part de l'Àfrica Occidental Francesa. La capital es trobava a Dakar, Senegal, amb un governador local a Niamey. El 1931 desenes de milers de persones van morir a causa d'una fam, que va portar a molts altres habitants a fugir a Nigèria. Després d'un curt període de prosperitat, les condicions alimentàries difícils van tornar el 1937 i el 1940.
Després de la Conferència de Brazzaville de 1944, a més de concedir la nacionalitat francesa als habitants d'aquests territoris, el 1946 la Constitució francesa va promoure la descentralització. El 1956 el sistema colonial va tractar una vegada més d'adaptar-se mitjançant la Llei de Reforma (Loi Cadre) del 23 de juliol. Després de l'establiment de la Cinquena República Francesa el 1958, el Níger va passar a ser un estat autònom dins de la Comunitat Francesa, quan va preferir aquesta possibilitat a la independència en un referèndum que, no obstant això, va despertar sospites de frau.

## Independència

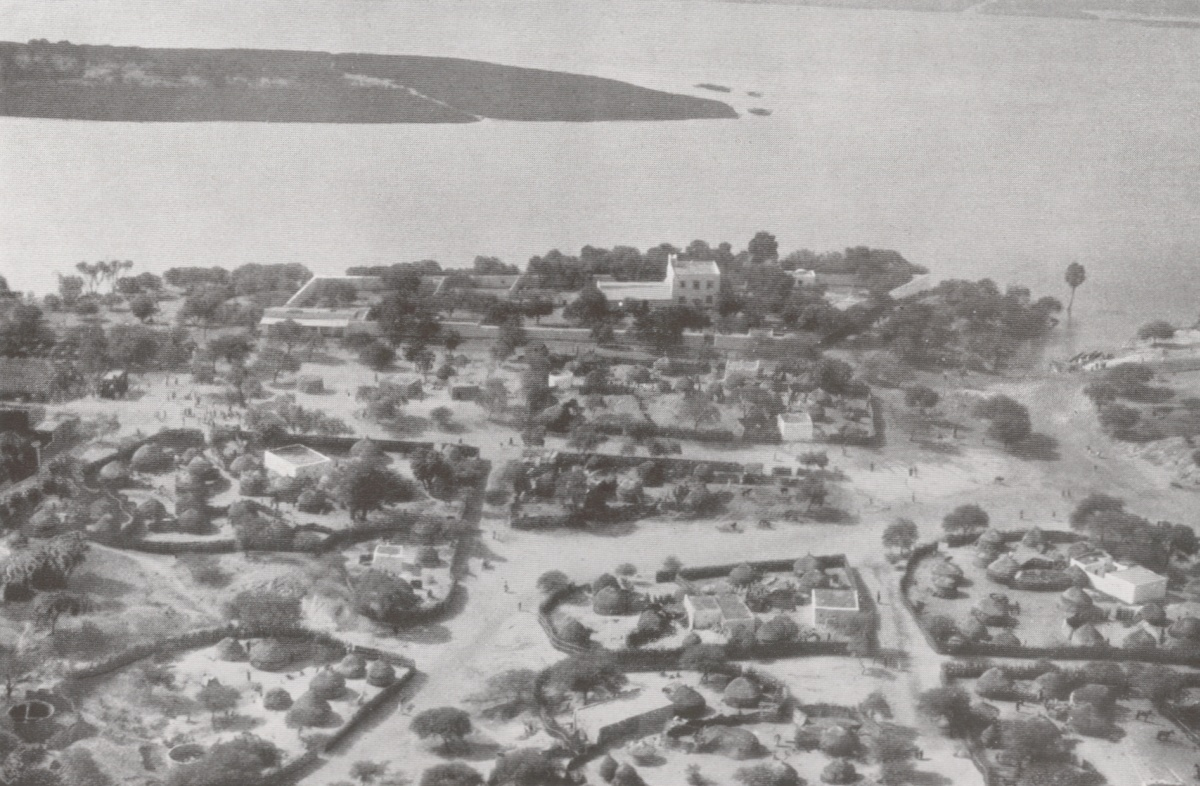
Niamey, la capital, el 1930.

Dos anys després (1960) el país va obtenir la seva independència. El primer president va ser Hamani Diori, que va aconseguir la seva reelecció en les eleccions de 1965 i 1970, amb un govern tranquil i moderat. Tanmateix, les grans sequeres que es varen succeir a partir del 1968 varen començar a generar un estat d'inquietud social i d'inestabilitat governativa, que varen conduir a un primer cop d'estat militar el 1974 dirigit pel coronel Seyni Kountché, que va derrocar a Diori. Kountché va patir al mateix temps diversos intents colpistes que varen poder ser avortats, però el 1983 va aconseguir formar un Consell Legislatiu de Ministres format per civils i presidit per Oumarou Maname.
Kountché va morir quatre anys més tard, essent substituït pel seu camarada Ali Seibou, que va augmentar la seva base de poder en la dècada dels 80. La principal preocupació del seu govern va ser desenvolupar i diversificar la dèbil base econòmica i productiva de l'estat, intentant desprendre's de la dependència de l'extracció de mineral d'urani, per llavors única font d'ingressos econòmics sobre la base de l'exportació. A aquests efectes, Seibou va constituir el Moviment Nacional per al Desenvolupament Social (MNSD), que quedaria convertit en l'únic partit polític legal. Mentre s'estenia la pobresa entre àmplies capes de la societat i les sequeres amenaçaven de generar fams, el MNSD va començar a sol·licitar préstecs al Fons Monetari Internacional i al Banc Mundial, qui li van imposar, segons el seu costum, canvis estructurals macroeconòmics que incloïen la congelació dels salaris dels treballadors públics durant dos anys, el que va generar majors nivells de pobresa. Les organitzacions estudiantils i obreres es van resistir a aquestes dures mesures amb manifestacions, vagues i motins que es van estendre per l'estat sencer, exigint una obertura política i l'abandó del sistema monopartidista. Aquestes accions van merèixer, en molts casos, repressió governamental que va arribar en certs casos a un elevat grau de violència.
A la fi dels anys 1970 i el primer lustre dels 1980 es va presentar una fam que segons alguns càlculs es va cobrar la vida de 2.000.000 de persones.

## Anys 1990

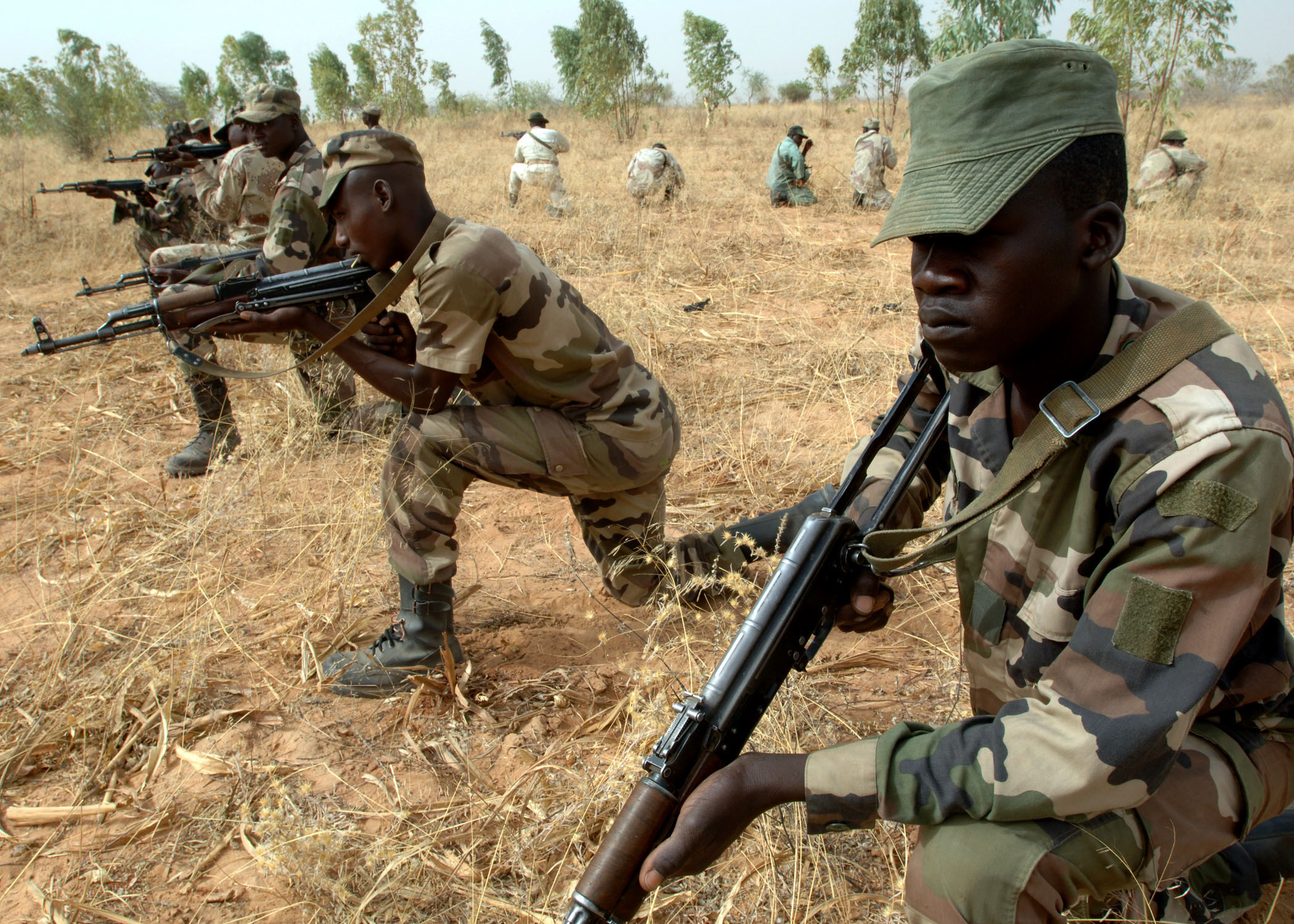
L'exèrcit ha estat protagonista de la política nigerina recent.

El 1990 la fermesa de Seibou va ser superada per la pressió popular, que el va obligar a adoptar mesures àmpliament aperturistes. Així, el govern va convocar a una Conferència Nacional que aplanés el camí a una sortida democràtica, encarregant al polític Amadou Cheiffou la preparació d'un govern de transició. El 1993 es va promulgar la Constitució i es van celebrar les primeres eleccions lliures, en les quals va resultar victoriosa l'Aliança de Força per al Canvi (AFC) —una coalició de sis partits d'oposició— que va obtenir 50 dels 83 escons legislatives en disputa. El MNSD va perdre la presidència, que va passar a les mans de Mahamane Ousmane, candidat d'un dels partits integrants de l'AFC.
Aquest nou govern va intentar millorar la situació econòmica però aviat es va veure acorralat per un alçament dels membres de l'ètnia tuareg, habitants de la zona nord del país. El motiu de la violència va ser que les repetides sequeres havien acabat amb el bestiar d'aquest poble nòmada que va ser obligat a convertir-se en sedentari mentre reclamava al govern una solució al problema. L'autoritat central va prometre lliurar terres als tuaregs, però no va trobar una solució fàcil a les seves demandes, el que va generar un conat de guerra civil que va durar fins ben entrat l'any següent (i la pau no es va signar fins al 1995). La tercera república es va proclamar el 1993 i encara que l'economia es va deteriorar es va avançar en el camp de les llibertats: referèbndum constitucional, codi electoral, codi rural, llibertat de premsa i eleccions lliures. Al mateix temps, les manifestacions estudiantils continuaven i el govern seguia reprimint-les, encara que un sector de l'aliança en el poder s'hi negava. Aquestes discrepàncies van conduir a la ruptura de la coalició aquell mateix any de 1994 i a la renúncia del Primer Ministre. El 1995 es va formar una nova coalició que va arribar la majoria al Congrés. Aquest avantatge de poder li va permetre exigir la renúncia de tot el Poder Executiu i la formació d'un nou govern, que va quedar en mans de Hama Amadou. Les eleccions de 1995 van imposar una cohabitació entre un president i un primer ministre hostils l'un amb l'altra.
La nova situació va durar poc, perquè el gener de 1996 el coronel Ibrahim Baré Mainassara va donar un nou cop d'estat i va suspendre la vigència de la constitució. Mainassara va prometre retornar el govern al poder civil en sis mesos, i va preparar una nova constitució que va establir la IV república; va guanyar ell mateix l'elecció presidencial del juliol del 1996, però li va caler canviar a la comissió electoral durant el recompte; el seu partit va obtenir el 57% a les eleccions al parlament del novembre de 1996. Aquest frau electoral va fer retirar els ajuts internacionals i l'assistència bilateral d'alguns estats abocant a Mainassara en braços de Gaddafi de Líbia, aleshores subjecte a un bloqueig internacional. Els caps opositors foren empresonats, i periodistes i sindicalistes arrestats o deportats per milícies fidels formades per militars i policies; els diaris i medis independents foren tancats. El 1995 el govern va signar la pau amb els rebels tuaregs i tubus que estaven revoltats des de 1990; alguns dels caps rebels foren integrats a l'exèrcit i altres van tornar a la vida civil. El 1999 va acceptar celebrar les primeres eleccions municipals lliures que van donar el triomf a l'oposició. Aquesta circumstància va provocar descontentament en amplis sectors militars, la reacció dels quals va ser fer assassinar Mainassara a les mans de la seva pròpia guàrdia el 9 d'abril de 1999; el major Daouda Malam Wanké va pujar al poder i va establir el Consell Nacional de Reconciliació, que va preparar una nova constitució per establir la V República, inspirada en la francesa i de caràcter presidencialista. En consulta lliure la nova constitució fou aprovada el juliol de 1999 i es van celebrar eleccions legislatives (octubre de 1999) i presidencials (novembre de 1999). El vencedor fou Mamadou Tandja al capdavant d'una coalició del Moviment Nacional pel Desenvolupament Social i la Convenció Democràtica i Social. El 3 de gener del 2000 va nomenar primer ministre (altre cop) a Hama Amadú (que va exercir fins al 2007).

## Sequera del 2004
La sequera del 2004 va provocar una reducció de la producció de gra del 40% i una etapa de fam que va afectar directament a quatre milions de persones, de les quals 800.000 van ser ateses exclusivament a través de les Nacions Unides en camps d'emergència.
Al juny de l'any 2005 les Nacions Unides van alertar d'un risc potencial de fam d'una mica més de 3,5 milions de nigerins en el segon semestre de l'any. Al juliol es va establir per les mateixes Nacions Unides un fons d'ajuda de 65 milions de dòlars d'emergència per pal·liar la situació.

## Cop d'estat del 2010
L'intent de Tandja d'estendre el seu terme de govern a un tercer mandat, va provocar el 18 de febrer de 2010 un cop d'estat. Es va fer càrrec del poder una junta (Consell Suprem per la Restauració de la Democràcia) presidida per Salou Djibo, i es van organitzar noves eleccions. El 7 d'abril de 2011 va prendre possessió el vencedor, Mahamadou Issoufou, de 58 anys, menbre del PNDS (Parti Nigerien pour la Democratie et le Socialisme-Tarayya) de tendència socialdemòcrata i que havia estat fundat el 1990.

## Eleccions presidencials 2020-2021
Un intent de cop d'estat va tenir lloc la nit del 30 al 31 de març del 2021, pocs dies abans de la investidura de Mohamed Bazoum, president electe en les eleccions presidencials del 24 de febrer de 2021. El 2 d'abril de 2021, Mohamed Bazoum va ser investit i va assumir el càrrec.

## Cop d'estat i crisi del 2023
El 26 de juliol de 2023 es va produir un cop d'estat al Níger, en el qual la guàrdia presidencial del país va detenir al president Mohamed Bazoum, i el comandant de la guàrdia presidencial, general Abdourahamane Tchiani, es va autoproclamar líder d'una nova junta militar. En resposta, el 30 de juliol de 2023, la Comunitat Econòmica dels Estats de l'Àfrica Occidental (CEDEAO) va donar als colpistes nigerins un termini d'una setmana per a retornar el poder a Bazoum o enfrontar-se a sancions internacionals i a l'ús de la força. El termini va expirar el 6 d'agost de 2023.